# Orbione aristei
Orbione aristei är en kräftdjursart som beskrevs av Sueo M. Shiino 1949. Orbione aristei ingår i släktet Orbione och familjen Bopyridae. Inga underarter finns listade i Catalogue of Life.